# Rio Palmital
O rio Palmital é um curso de água dos estados de Santa Catarina e Paraná.